# Chlorek cyrkonylu
Chlorek cyrkonylu, ZrOCl
2 – nieorganiczny związek chemiczny z grupy chlorków, sól cyrkonu na IV stopniu utlenienia, zawierająca formalnie ugrupowanie cyrkonylowe Zr=O. Z wody krystalizuje jako oktahydrat o wzorze empirycznym ZrOCl
2·8H
2O.

## Otrzymywanie
Substancję można otrzymać poprzez rozpuszczenie chlorku cyrkonu(IV) (ZrCl
4) lub cyrkonianu(IV) sodu (Na
4ZrO
4) w rozcieńczonym kwasie solnym lub w wyniku działania tlenku chloru(I) na ZrCl
4:
ZrCl
4 + Cl
2O → ZrOCl
2 + 2Cl
2

## Budowa
Krystalizuje w układzie tetragonalnym, a atomy cyrkonu przyjmują liczbę koordynacyjną 8. Kryształy zbudowane są z tetramerów [Zr
4(OH)
8(H
2O)
6]8−
 otoczonych przez cząsteczki wody i jony chlorkowe. Atomy cyrkonu tworzą lekko zdeformowaną strukturę kwadratową i łączą się z każdym z dwóch sąsiadów poprzez dwa mostki tlenowe.

## Zastosowanie
Chlorek cyrkonylu jest używany do produkcji pigmentów, przy produkcji dezodorantów i antyperspirantów, katalizatorów i innych związków cyrkonu.